# چیهیرو نودا
چیهیرو نودا (انگلیسی: Chihiro Noda؛ زادهٔ ۱۷ اوت ۱۹۸۸) بازیکن فوتبال اهل ژاپن است.